# Jacob Kuyper
Jacob Kuyper (Rotterdam, 17 de setembre de 1821 - La Haia, 3 de febrer de 1908) va ser un geògraf i cartògraf neerlandès. Fou un del fundadors de la Reial Societat Geogràfica dels Països Baixos.

## Obres
- Wereldatlas met Aardrijksbeschrijving (1857)
- Natuuren staathuishoudkundige atlas van Nederland (1863)
- Atlas van Nederland en Overzeesche bezittingen (1866)
- Gemeente-atlas van Nederland (1869)
- Onze Oost, populair beschreven (1871)
- Handboek der natuurk. aardrijksbeschrijving (1875)